# Bufeta natatòria

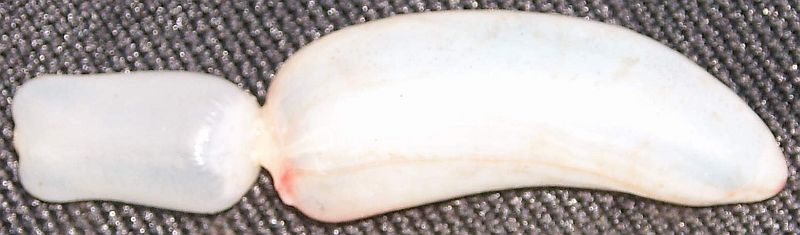
Bufeta natatòria d'un gardí (Scardinius erythrophthalmus).

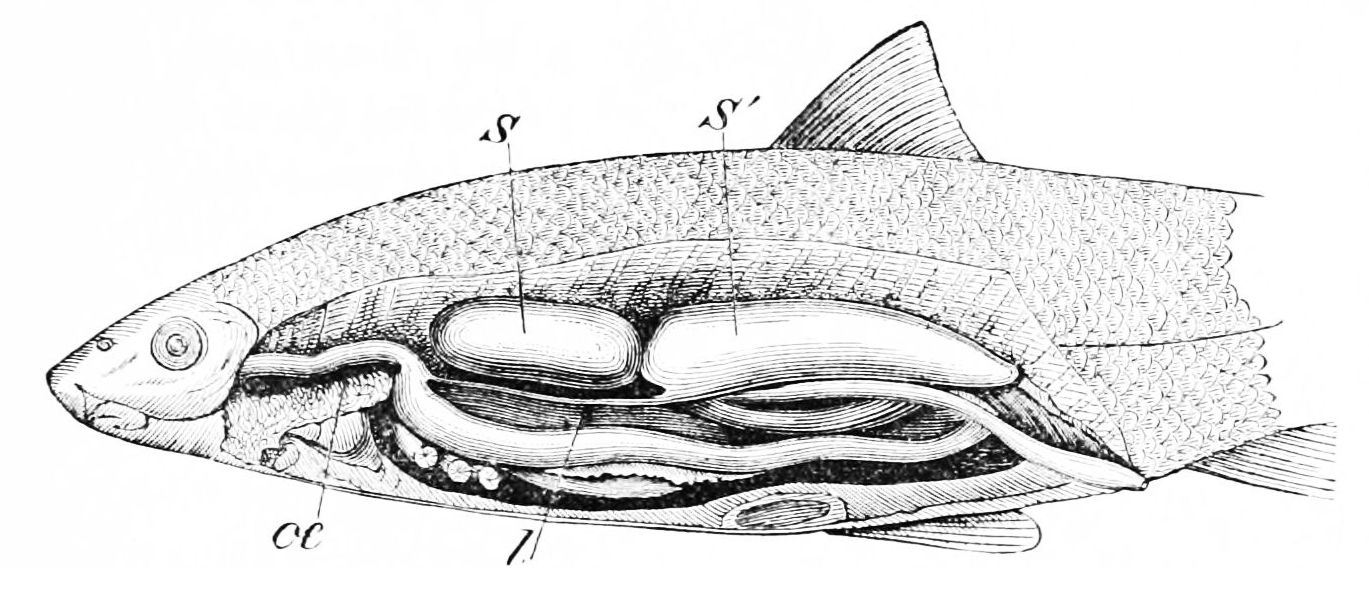
Posició interna de la bufeta natatòria en un alburnoides bipunctatus: S: anterior; S': porció posterior de la bufeta aèria; œ: œsòfag; l: pas d'aire de la bufeta d'aire.

La bufeta natatòria és un òrgan hidroestàtic propi de molts peixos i cetacis, situat entre l'esòfag i l'aorta dorsal, a sota de la columna vertebral; té forma de sac centrodorsal, que sovint és replegada, tot i que de vegades és bilobulada.
La seva funció és la d'estabilitzar l'animal gràcies a l'aire que pot contenir: per apropar-se a la superfície capta aire i així adquireix una densitat menor; en canvi, si pretén davallar, treu l'aire que conté i es fa més densa. També pot registrar els canvis de pressió. La seva funció principal és contrarestar el pes específic del peix dins l'aigua i facilitar-ne la flotabilitat sense haver de fer esforços musculars. En alguns casos té una funció parcialment o total respiratòria.
En els fisòstoms es comunica amb l'esòfag mitjançant el canal neumàtic. En els fisoclists no apareix aquesta comunicació. És característic dels teleostis, però no és present a tots: l'han perduda secundàriament. Els elasmobranquis, en lloc de bufeta natatòria, tenen un fetge molt voluminós i amb molt de greix (principalment esqualè).